# Áreas protegidas de Estados Unidos
Las áreas protegidas de los Estados Unidos son aquellas áreas, naturales o humanizadas, en las que legalmente se ha establecido algún régimen de protección para salvaguardar sus valores, ya sean culturales, históricos, naturales o de cualquier otra índole, y que son administradas por una variedad de autoridades federales, estatales, tribales y locales. 
Estados Unidos es un país joven, con una historia relativamente corta y por ello todos los bienes históricos son especialmente valorados. Además, es el tercer país más extenso del mundo y tiene un conjunto de espacios naturales amplio y muy diverso. La protección histórico-cultural y la protección de la naturaleza han ido desarrollándose de una forma parecida al resto de los países occidentales, aunque sin estar tan claramente separadas como en muchos de los países europeos.
De acuerdo a las definiciones internacionales, los EE. UU. tenían, en el año 2016, 34.075 áreas protegidas, contando las zonas marinas. Estas áreas protegidas cubren 1.230.734 km², el 12.97% de la superficie terrestre de los EE. UU. y casi también una décima parte de la superficie protegida del mundo. Las áreas marinas protegidas de EE. UU. cubren unos 900.000 km² adicionales, con diferentes niveles de protección.

## Sistemas de áreas protegidas naturales
En EE. UU., el sistema de protección de los espacios naturales se desarrolló muy pronto, siendo un país pionero en la protección de la naturaleza y correspondiéndole el honor de haber declarado en 1872 el primer parque nacional del mundo, el parque nacional de Yellowstone. 
La protección de las áreas naturales, como en la mayoría de los países, se articula según diferentes sistemas de protección que dependen de que administración declara y/o administra las zonas a proteger. En EE. UU., esos sistemas les corresponden al gobierno federal, a los diferentes gobiernos estatales y a los gobiernos locales (condados, ciudades o autoridades metropolitana). Todos ellos utilizan diferentes denominaciones para proteger áreas, que al final configuran una serie de no siempre claras categorías de áreas protegidas. 
En el caso de los sistemas federales, dependiendo de a que agencia federal le corresponde la gestión de los distintos elementos, se organizan varios sistemas de protección, completos y autónomos, que, en algunas ocasiones, se superponen y repiten categorías de protección, lo que hace a veces difícil entender su funcionamiento (por ejemplo, una de las categorías más conocidas, los monumentos nacionales, forman parte de sistemas diferentes). Los sistemas federales de áreas protegidas naturales más importantes son cuatro:
- Sistema de Parques Nacionales («National Park System», NPS), a cargo del Servicio de Parques Nacionales («National Park Service»). Con 391 unidades en marzo de 2009, es el principal sistema de áreas protegidas, en el que están todos los parques nacionales, gran parte de los monumentos nacionales y muchas otras unidades con variada designación.
- Sistema de Conservación de Paisajes Nacionales («National Landscape Conservation System», NLCS ), a cargo del Bureau of Land Management (BLM);
- Sistema de Bosques Nacionales, a cargo del Servicio Forestal («US Forest Service», US FS) dependiente del Departamento de Agricultura. Administra 155 bosques nacionales («National Forests») y 20 praderas nacionales («National Grasslands»).
- Sistema de Preservación de Áreas Salvajes Nacionales («National Wilderness Preservation System», NWPS) y Sistema de Refugios Salvajes Nacionales («National Wildlife Refuge System», NWRS), dos sistemas de protección de áreas y refugios salvajes a cargo del Servicio de Pesca y Vida Silvestre de los Estados Unidos («U.S. Fish and Wildlife Service» US FWS) que administran, respectivamente, 704 áreas salvajes y 545 refugios, 37 humedales y 50 áreas coordinadas.

Además, hay otros dos importantes sistemas interagencias, que competen a varias agencias: 
- Sistema de Senderos Nacionales, («National Trails System», NTS), a cargo del BLM, del NPS y del USFS.
- Sistema de Ríos Salvajes y Paisajísticos Nacionales, («National Wild and Scenic Rivers System», NWSRS), a cargo del BLM, del NPS, del USFS, del USFWS y del U.S. Army Corps of Engineers», ACOE.

Por último, otras dos agencias federales también gestionan otras áreas protegidas, la «Armed Forces Retirement Home» (AFRH) y la Administración Nacional Oceánica y Atmosférica (National Oceanic and Atmospheric Administration, NOAA), en especial esta última es la encargada del:
- Sistema Nacional de Reservas de Investigación Estuarina («National Estuarine Research Reserve System», NERRS), que gestiona 27 Reservas de Investigación Estuarina (National Estuarine Research Reserve) en colaboración con los estados costeros.

### Sistema de Parques Nacionales
El Sistema de Parques Nacionales de los EE. UU. («National Park System», NPS), que administra el gobierno federal, es un término que describe el conjunto de todas las unidades gestionadas por el Servicio de Parques Nacionales («National Park Service»), no siendo necesario que el título o denominación de la unidad (así se refieren a cada elemento individualmente) incluya el término «parque» (de hecho, muchos no lo hacen). En la Ley de 18 de agosto de 1970, el «Sistema de Parques Nacionales» se define legalmente como «cualquier zona de tierra y agua, ahora o en el futuro, administrada por el Secretario de Interior mediante el Servicio de Parques Nacionales para parque, monumento histórico, vía parque, recreo o de cualquiera otra índole».
El «Sistema de Parques Nacionales» de los EE. UU. utiliza 20 títulos o denominaciones diferentes (algunas con variantes) para nombrar las unidades que gestiona, siendo las más conocidas los parques nacionales, los monumentos nacionales y los sitios históricos nacionales («National Historic Site»).
En abril de 2009, en el «Sistema de Parques Nacionales» había 391 «unidades» (la cifra es un tanto engañosa, ya que, por ejemplo, el «parque nacional y reserva de Denali» se cuenta como dos unidades, mientras que el monumento nacional de Fort Moultrie no se contabiliza como unidad, ya que se considera como parte del monumento nacional de Fort Sumter). El sistema comprende aproximadamente 338.000 km², de los cuales más de 17.000 km² son de propiedad privada. La unidad más grande es el parque nacional y Reserva Wrangell-St. Elia, en Alaska. Con 53.000 km² es más de 16 por ciento de todo el sistema. La unidad más pequeña en el sistema es el National Memorial Tadeo Kosciuszko, Pensilvania, con solo 0,02 hectáreas (80 m²). 
|                                  |                   | Denominación                                          | Denominación                                           | Denominación              |        |            | Área      | Longitud |
|                                  | Categoría         | Siglas                                                | Inglés                                                 | Español                   | Número | Total      | (km²)     | (km)     |
| -------------------------------- | ----------------- | ----------------------------------------------------- | ------------------------------------------------------ | ------------------------- | ------ | ---------- | --------- | -------- |
|                                  | Campos de batalla | NB                                                    | National Battlefield                                   | Campo de batalla nacional | 11     | 24         | 261,98    |          |
| NBP                              | Campos de batalla | National Battlefield Park                             | Parque campo de batalla nacional                       | 3                         |        | 24         | 261,98    |          |
| NMP                              | Campos de batalla | National Military Park                                | Parque militar nacional                                | 9                         |        | 24         | 261,98    |          |
| NBS                              | Campos de batalla | National Battlefield Site                             | Sitio campo de batalla nacional                        | 1                         |        | 24         | 261,98    |          |
| Parques históricos               | NHP               | National Historical Park                              | Parque histórico nacional                              | 45                        | 123    | 828,96     |           |          |
| Parques históricos               | NHS               | National Historic Site                                | Sitio histórico nacional                               | 77                        | 123    | 828,96     |           |          |
| Parques históricos               | IHS               | International Historic Site                           | Parque histórico internacional                         | 1                         | 123    | 828,96     |           |          |
| Costas y riberas de lagos y ríos | NL                | National Lakeshore                                    | Ribera de lago nacional                                |                           | 4      |            | 926,22    |          |
| Costas y riberas de lagos y ríos | NS                | National Seashore                                     | Costa nacional                                         |                           | 10     |            | 2408,20   |          |
| Costas y riberas de lagos y ríos | NR                | National River                                        | Río nacional                                           | 5                         | 15     |            | 3020,40   |          |
| Costas y riberas de lagos y ríos | NWSR              | National Wild and Scenic Rivers & Riverways           | Río Nacional Salvaje y Paisajístico                    | 10                        | 15     |            | 3020,40   |          |
| Monumentos y memoriales          | NMem              | National Memorial                                     | Memorial nacional                                      | 27                        | 27     | 42,66      |           |          |
| Monumentos y memoriales          | NM                | National Monument                                     | Monumento nacional                                     | 74                        | 74     | 9214,73    |           |          |
| Áreas naturales                  | NP                | National Park                                         | Parque nacional                                        | 58                        | 58     | 210 279,86 |           |          |
| Áreas naturales                  | NPres             | National Preserve                                     | Preserva nacional                                      | 18                        | 20     | 97 890,74  |           |          |
| Áreas naturales                  | NRes              | National Reserve                                      | Reserva nacional                                       | 2                         | 20     | 97 890,74  |           |          |
| Áreas naturales                  | NRA               | National Recreation Area                              | Área de recreo nacional                                | 18                        |        | 18         | 14 943,68 |          |
| Senderos y vías                  | NST               | National Scenic Trail                                 | Sendero nacional (o ruta)                              | 3                         | 3      | 963,13     |           |          |
| Senderos y vías                  |                   | National Parkway                                      | Vía parque nacional                                    | 4                         | 4      | 713,64     |           |          |
| Otras designaciones              | OD                | Other Designations (White House, National Mall, etc.) | Otras designaciones (Casa Blanca, National Mall, etc.) | 11                        | 11     | 162,39     |           |          |
| Total                            |                   |                                                       |                                                        | 391                       | 391    | 341 656,62 |           |          |

Los cementerios nacionales que dependen del Sistema de Parques Nacionales solamente son aquellos que están ioncluidos dentro de otras unidades más amplias, casi todas ellas parques militares nacionales y por ello no se contabilizan como unidades del sistema.

### Sistema de Conservación de Paisajes Nacionales
El Sistema de Conservación de Paisajes Nacionales (en inglés, «National Landscape Conservation System», NLCS) es un sistema de áreas protegidas cuya gestión tiene encomendada el Bureau of Land Management (BLM). Creado en el año 2000, en enero de 2009 el Sistema contaba con un total de 860 unidades y casi 110.000 km² de tierras protegidas, integrando una colección de las áreas consideradas como las «joyas de la corona» del Oeste. Estas tierras representan más del 10% de los 1.040.000 km² gestionados por el Bureau of Land Management. 
El Sistema utiliza diez denominaciones de conservación para las diferentes unidades, algunas de ellas con gran tradición en la política medioambiental de los EE. UU., que no recaen únicamente en la agencia, como es el caso de los monumentos nacionales, gestionados en su gran mayoría por el Servicio de Parques Nacionales (NPS). 
Hay monumentos nacionales del Sistema de Conservación de Paisajes Nacionales en Arizona (5), California (3), Montana (2), Colorado (1), Idaho (1), Nuevo México (1), Oregón/Washington (1) y Utah (1). Además, en otros cuatro estados —Alaska, Marylan, Nevada y Wyoming— hay alguna unidad del Sistema. 
Como resumen, se recoge en forma de tabla la información que proporciona la propia BLM.
|                     |                                               | Denominación                   | Denominación                        | Denominación       |           | Área     | Longitud |
|                     | Categoría                                     | Siglas                         | Inglés                              | Español            | Número    | (km²)    | (km)     |
| ------------------- | --------------------------------------------- | ------------------------------ | ----------------------------------- | ------------------ | --------- | -------- | -------- |
|                     | Monumentos y Áreas de Conservación Nacionales | NM                             | National Monument                   | Monumento nacional | 15        | 19 458,8 |          |
| NCA                 | Monumentos y Áreas de Conservación Nacionales | National Conservation Area     | Área de conservación nacional       | 13                 | 56 658,2  |          |          |
|                     | Monumentos y Áreas de Conservación Nacionales |                                | Otras designaciones similares (*)   | 6                  | 5805,3    |          |          |
| Vida Salvaje        | WA                                            | Wilderness Area                | Área silvestre                      | 190                | 31 295,6  |          |          |
| Vida Salvaje        | WSA                                           | Wilderness Study Area          | Área de estudio de vida silvestre   | 585                | 55 863,9  |          |          |
| Ríos                | NWSR                                          | National Wild and Scenic River | Río Nacional Salvaje y Paisajístico | 38                 | 4054,4    | 3302     |          |
| Senderos («Trails») | NHT                                           | National Historic Trail        | Sendero histórico nacional          | 10                 |           | 8595     |          |
| Senderos («Trails») | NST                                           | National Scenic Trail          | Sendero paísajístico nacional       | 3                  |           | 1004     |          |
| Total               |                                               |                                |                                     | 860                | 109 265,1 | 12 904   |          |

(*) Las otras tres denominaciones son Área de Gestión Cooperativa y Protección («Cooperative Management and Protection Area»), Reserva Forestal («Forest Reserve») y Área Natural Destacada («Outstanding Natural Area»);
(**) Algunas unidades del Sistema se superponen. Debido a estas coincidencias, no es posible llegar a una superficie total de todas las unidades únicamente mediante la suma de la superficie total de cada una de las categorías.

## Protección de áreas históricas y culturales
La protección de áreas y elementos en los que sus valores más destacados sean los históricos y culturales también tiene tradición en los EE. UU., aunque su organización es mucho menos clara y no integran ningún sistema federal autónomo. Muchas de las unidades del Sistema de Parques Nacionales tienen su razón de ser en valores de este tipo, como ocurre con los parques históricos, los parques militares o los campos de batalla. En general, la protección de grandes áreas libres aún recae sobre la administración federal, pero a medida que esas áreas históricas han ido humanizándose y albergan construcciones, edificios y estructuras, esa responsabilidad corresponde más a sus titulares, que en algunos casos son instituciones y asociaciones con alguna finalidad pública —universidades o museos- y en otras empresas o simples ciudadanos. (Como ejemplo, en el año 2004, casi la mitad de los hitos históricos nacionales eran de propiedad privada, siendo de titularidad del gobierno federal el 10%, de los estados el 18% y de las distintas jurisdicciones locales el 15% adicional. El resto se encuentran en múltiples propiedades.)
La protección de esas áreas más edificadas recae cada vez en las autoridades estatales y locales, que han desarrollado una legislación estatal y local que configura sistemas de elementos protegidos de ámbitos más reducidos en los que hay mucha diversidad. 
En general, la protección de los elementos de valía histórica a nivel federal ha ido desarrollándose por aplicación de diferentes leyes —como la primitiva ley de Antigüedades de 1906, la ley de Sitios Históricos de 1933 y la ley de Preservación Histórica Nacional de 1966— en las que se han ido perfilando los procedimientos y figuras de protección que han ido usándose para preservar esos bienes y propiedades. Se han creado varios organismos e instituciones cuyo fin es la preservación histórica, siendo los más importantes, a nivel federal, los constituidos tras la ley de 1966, el Consejo Asesor en la Preservación Histórica, la Oficina de Preservación Histórica del Estado y el Fondo de Preservación Histórica.
Las áreas históricas se han protegido, a nivel federal, utilizando casi una única figura, usada exclusivamente para este fin, el hito histórico nacional («National Historic Landmark», NHL). En abril de 2009 hay más de 2.500 hitos históricos nacionales. (Para los hispanohablantes, hay cierta dificultad en la comprensión de las figuras o instrumentos de protección usadas, al existir varios términos de los conocidos como falsos amigos: «places», «sites» y «landmarks». Estos términos no siempre se traducen correctamente y lugares, sitios e hitos muchas veces se utilizan como sinónimos, de forma confusa e incluso erróneamente.)
Hay también otra figura, el área patrimonio nacional de los Estados Unidos (National Heritage Areas), que debe de ser aprobada por el Congreso de los EE. UU., pero que se emplea más con fines de desarrollo turísticos más que de estricta conservación.

### Registro Nacional de Lugares Históricos
En 1966 se estableció un Registro Nacional de Lugares Históricos, que ha dependido casi siempre desde su origen del Servicio de Parques Nacionales, en el que se recogen y listan todos las propiedades que tienen valor histórico de la nación.
La inclusión de un elemento en el Registro Nacional no supone ninguna garantía para su conservación, pero posibilita el acceso para sus titulares a diferentes ayudas, subvenciones y bonificaciones fiscales que dependen de su inclusión. El Registro Nacional, que ya tiene más de un millón de propiedades incluidas, tiene 80 000 enumeradas individualmente, correspondiendo las restantes a propiedades incluidas en distritos históricos. Cada año se agregan al Registro Nacional aproximadamente 30 000 nuevas propiedades, tanto de forma individual como formando parte de nuevos distritos históricos.
El Registro organiza las propiedades en cinco grandes grupos:
- Edificios («Buildings»), definidos como cualquier tipo de construcción destinada a albergar actividades humanas, y que incluyen casas, graneros, hoteles, iglesias o construcciones similares como un juzgado o una cárcel.

- Estructuras («Structures») que son construcciones destinadas a fines distintos a albergar actividades humanas, como aviones, elevadores de grano, gazebos o puentes.

- Objetos («Object»), por lo general de carácter artístico, o de pequeña escala en comparación con las estructuras y edificios. Aunque los objetos pueden ser móviles generalmente están asociados con un lugar específico o medio ambiente y pueden ser monumentos, esculturas y fuentes.

- Sitios («Sites»), que son el lugar de acontecimientos significativos que pueden ser históricos o prehistóricos en la naturaleza y representan actividades, y edificios (de pie, en ruinas o desaparecidos). Con los sitios es la misma ubicación que es de interés histórico y cultural que posee valores arqueológico, independientemente del valor de todas las estructuras que puedan existir actualmente en la ubicación. Algunos ejemplos de sitios incluyen, naufragios, campos de batalla, campamentos, características naturales y cuevas.

- Distritos históricos («Historic districts»), aquellas zonas que poseen una concentración, vinculación o continuidad de las anteriores cuatro tipos de propiedades. Los objetos, las estructuras, edificios y lugares dentro de un distrito histórico están unidos histórica o estéticamente, ya sea por elección o por la naturaleza de su desarrollo. Consisten en propiedades contribuidoras y no contribuidoras.

En el Registro, con independencia del tipo de propiedad —edificio, estructura, objeto o sitio— hay tres grandes grupos de propiedades:
- Listados de propiedades designadas (ya sea de forma individual o como parte de distritos o propiedades múltiples);
- Todos los hitos históricos nacionales («National Historic Landmarks») (ya sean de forma individual o como parte de distritos o propiedades múltiples);
- Todas las unidades del Sistema de Parques Nacionales que sean de carácter histórico, entre ellas:

- Campos de batalla nacionales y parques militares nacionales («National Battlefields» y «Military Parks»);
- Memoriales nacionales («National Memorials»);
- Parques históricos nacionales («National Historical Parks»);
- Sitios históricos nacionales («National Historic Sites»);
- Algunos de los monumentos nacionales («National Monuments»)